# Alien Nation
 Alien Nation (br Missão Alien; pt Os Novos Invasores) é um filme estadunidense  de 1988, do gênero ficção científica dirigido por Graham Baker. Aborda a mesma temática dos filmes Distrito 9, Inimigo Meu e outros, que é a dificuldade de duas culturas distintas se integrarem.

## Enredo
Uma nave com aliens, escravos rebelados de outra raça alien, foge para a terra e 300.000 visitantes começam a se integrar em todas as atividades humanas, inclusive a polícia. A ação se passa em uma Los Angeles do futuro onde um detetive da polícia, que teve seu parceiro morto por uma gangue de aliens, começa a investigar o crime tendo por parceiro o primeiro alien a se tornar policial.

## Elenco
- James Caan ...  Det. Sgt. Matthew Sykes
- Mandy Patinkin ...  Det. Samuel 'George' Francisco
- Terence Stamp ...  William Harcourt
- Kevyn Major Howard ...  Rudyard Kipling
- Leslie Bevis ...  Cassandra
- Peter Jason ...  Fedorchuk
- Conrad Dunn ...  Quint (como George Jenesky)
- Jeff Kober ...  Joshua Strader
- Roger Aaron Brown ...  Det. Bill Tuggle
- Tony Simotes ...  Wiltey
- Michael David Simms ...  Human Dealer
- Ed Krieger ...  Alien Dealer
- Tony Perez ...  Alterez
- Brian Thompson ...  Trent Porter
- Francis X. McCarthy ...  Capt. Warner (como Frank McCarthy)